# Raoul Bova
Raoul Bova (* 14. srpna 1971, Řím) je italský herec.

## Život
Narodil se v Římě rodičům, kteří pocházeli z Kalábrie. V šestnácti letech vyhrál dorostenecké mistrovství Itálie v plavání, znak na 100 m. Ve 21 letech nastoupil základní službu do armády k ostrostřelecké jednotce Bersaglieri. Studoval ISEF (Instituto Superiore di Educazione Fisica), ale fakultu tělesné výchovy opustil, protože si zvolil hereckou kariéru. Začal navštěvovat hodiny recitace u Beatrice Braccové a herectví u Michaela Margotta.
V televizi se poprvé objevil roku 1992 ve hře Una storia Italiana, ve filmu debutoval stejný rok snímkem Quando eravamo repressi režiséra Pina Quartulla. Do povědomí na domácí scéně se dostal postavou učitele surfování ve filmu Piccolo grande amore (1993). Následovaly další role, objevil se vedle Sylvestera Stallona ve snímku Ve jménu Angela (2002) nebo Michaela Keatona v seriálu The Company (2007). Zahrál si jednu z hlavních rolí po boku Giovanny Mezzogiorno a Massima Girottiho ve filmu Okno naproti (2003), který získal hlavní cenu Křišťálový glóbus na Mezinárodním filmovém festivalu v Karlových Varech.
V březnu 2000 se oženil se zvěrolékařkou Chiarou Giordanovou, se kterou má dvě děti - Alessandra Leona a Francesca.

## Filmografie
| - 2014 - Promiňte, že žiju - 2010 - Scusa ma ti voglio sposare - 2010 – Dare to Love Me - 2009 – Baaria - 2009 – Intelligence - Servizi & segreti (film) - 2008 – Aspettando il sole - 2008 – Scusa ma ti chiamo amore - 2007 – The Company (seriál) - 2007 – Milano-Palermo: il ritorno - 2007 – Nassiryia - Per non dimenticare (film) - 2006 – Attacco allo stato (film) - 2006 – What About Brian (seriál) - 2005 – Karol - 2004 – Ultimo 3 - L'infiltrato (TV film) - 2004 – Vetřelec vs. Predátor - 2003 – Okno naproti - 2003 – Pod toskánským sluncem - 2002 – Francesco (TV film) - 2002 – Ve jménu Angela - 2001 – I Cavalieri che fecero l'impresa - 2001 – Francesca e Nunziata - 2001 – Madame de... (film) - 2001 – Il Testimone (film) | - 1999 – Terra bruciata - 1999 – Ultimo (film) - 1998 – Coppia omicida - 1998 – Chobotnice 9 (film) - 1998 – Rewind - 1998 – Ultimo (film) - 1997 – Chobotnice 8 (film) - 1996 – La Frontiera - 1996 – La Lupa - 1996 – Ninfa plebea - 1996 – Il Quarto re (film) - 1996 – Il Sindaco - 1995 – Camino sin retorno - 1995 – Palermo Milano solo andata - 1994 – Chobotnice 7 (seriál) - 1993 – Cominciò tutto per caso - 1993 – Piccolo grande amore - 1992 – Mutande pazze - 1992 – Quando eravamo repressi - 1992 – Una Storia italiana (film) - 1984 – Chobotnice (seriál) |